# Aranguren (ort)
Aranguren är en ort i Argentina.   Den ligger i provinsen Entre Ríos, i den centrala delen av landet, 300 kilometer nordväst om huvudstaden Buenos Aires. Aranguren ligger 114 meter över havet och antalet invånare är 1 581.
Terrängen runt Aranguren är platt. Runt Aranguren är det mycket glesbefolkat, med 5 invånare per kvadratkilometer.. Närmaste större samhälle är General Ramírez, 8,3 kilometer nordväst om Aranguren. 
Trakten runt Aranguren består till största delen av jordbruksmark.